# عوشه
عوشه دختر خلیفه سویدی (به عربی: عوشه بنت خلیفة السویدی؛ ; ۱ ژانویهٔ ۱۹۲۰ – ۲۷ ژوئیهٔ ۲۰۱۸) همچنین معروف به فتات العرب (دختر اعراب)، عشاء الشاعر (عوشه شاعر) شاعری عرب اهل امارات متحده عربی بود. او در اواخر دهه ۱۹۹۰ خود را از سرایش شعر بازنشسته کرد و فقط به خواندن اشعار خود در مدح محمد پیامبر اسلام ادامه داد. او خواهر احمد خلیفه السویدی سیاستمدار و اولین وزیر امور خارجه امارات متحده عربی است.

## سنین جوانی و تحصیل
عوشه در العین به دنیا آمد و در خانواده‌ای اهل علم و دین بزرگ شد. خانواده او عاشق ادبیات بود و عوشه غرق در اشعار نفیس شد. عایشه در دوازده سالگی شعر گفتن را آغاز کرد و در ۱۵ سالگی به دلیل شعرهای قدرتمندش به رسمیت شناخته شد. بعدها به دبی نقل مکان کرد. او یک شخصیت برجسته فرهنگی بود. او با تعداد زیادی از اشعارش در زمره بهترین شاعران شعر نبطی عرب (از لحاظ تاریخی با نام نجدی نیز شناخته می‌شود) به‌شمار می‌رود. آثار او که توسط هنرمندان محبوب اماراتی و عرب اجرا شده‌است در گسترش شعر نبطی در امارات، به ویژه در میان شاعران زن جوان اثرگذار بوده‌است. موفقیت عوشه السویدی در ژانری که مردانه بود دری را بر روی نسل بعدی شاعران زن گشود.

## آثار
آثار عوشه متأثر از شاعران کلاسیک مانند المتنبی، ابوتمام و المعاری و همچنین شاعران محلی نبطی از جمله المجیدی بن ثاهر، رشید الخلاوی، سلیم بن عبدالحی و محسن حزانی است.
در سال ۱۹۸۹، شیخ محمد بن راشد آل مکتوم، ولیعهد دبی در آن زمان، دیوانی از اولین مجموعه اشعار منتشر شده خود را برای او فرستاد و به او به‌جای نام اصلی‌اش «فتات الخلیج» (دختر خلیج) لقب «فتات العرب» (دختر اعراب) را داد.
خلیج فارس و مناظر صحرا الهام بخش بسیاری از اشعار عوشه السویدی هستند که به مضامینی مانند عشق، خرد، میهن‌پرستی و نوستالژی می‌پردازد. این اشعار که به زبان نبطی سروده شده‌اند، تجربیات شخصی او در امارات متحده عربی و همچنین فرهنگ و گذشته این کشور را تشریح می‌کنند.

## جوایز و افتخارات
امروزه از عوشه السویدی به خاطر آثار عمیقش که راه را برای شاعران زن در جهان عرب هموار کرد، یاد می‌شود. آهنگ‌های خوانندگان محبوب اماراتی و عرب تعداد زیادی از اشعار به یادگار گذاشته او را برای مردم در همه جا تکرار می‌کنند.
در سال ۲۰۰۹ او به خاطر خدماتش جایزه ابوظبی را دریافت کرد.
در سال ۲۰۱۰ در یازدهمین جشنواره شعر کلاسیک شارجه برنده جایزه شد و بعداً جایزه ابوظبی را که توسط شیخ محمد بن زاید آل نهیان ارائه شد، دریافت کرد.
در سال ۲۰۱۱ یک جایزه سالانه برای شاعران زن اماراتی به نام او تأسیس شد و بخشی به افتخار او در موزه زنان دبی اختصاص یافت.
زندگی عوشه توسط رفیا قباش، رئیس دانشگاه خلیج عربی در بحرین منتشر شد.
در ۲۸ نوامبر ۲۰۲۲ گوگل دودل نشان خود را در کشورهای عربی و شمال آفریقا به افتخار او تغییر داد.